# Citosina
La citosina è una delle tre basi azotate pirimidiniche che formano i nucleotidi degli acidi nucleici DNA e RNA.
Tramite tre legami a idrogeno, nel DNA e nell'RNA si lega alla guanina.
Legata al ribosio forma la citidina.

## Storia
La citosina fu scoperta e nominata da Albrecht Kossel e Albert Neumann nel 1894, quando fu idrolizzata dai tessuti del timo del vitello. Nel 1903 fu proposta una struttura, che fu sintetizzata (e quindi confermata) in laboratorio nello stesso anno.
Nel 1997 la citosina è stata utilizzata in una prima dimostrazione dell'elaborazione delle informazioni quantistiche quando i ricercatori dell'Università di Oxford hanno implementato l'algoritmo Deutsch-Jozsa su un computer quantistico a risonanza magnetica nucleare a due qubit (NMRQC).
Nel marzo 2015, gli scienziati della NASA hanno riportato la formazione di citosina, insieme all'uracile e alla timina, dalla pirimidina in condizioni di laboratorio simili allo spazio, il che è interessante perché la pirimidina è stata trovata nei meteoriti sebbene la sua origine sia sconosciuta.

## Reazioni chimiche
La citosina è un componente del DNA, dell'RNA e dei nucleotidi. Come citidina trifosfato (CTP), può agire da cofattore per gli enzimi e può trasferire un fosfato per convertire l'adenosina difosfato (ADP) in adenosina trifosfato (ATP).
La deaminazione della citosina, forma uracile: questa mutazione, che avviene spontaneamente, può essere facilmente riconosciuta e riparata dal mismatch repair complex. Il fenomeno della metilazione del DNA può avvenire prima che l'uracile venga sostituito di nuovo con una citosina, ciò determina la trasformazione dell'uracile in timina che non è riconosciuta efficientemente dal sistema di riparazione come un errore.  Questo fatto è alla base della gran parte delle mutazioni puntiformi del DNA.
La citosina può anche essere metilata in 5-metilcitosina mediante un enzima chiamato DNA metiltransferasi o essere metilata e idrossilata per produrre 5-idrossimetilcitosina. La differenza nei tassi di deamminazione della citosina e della 5-metilcitosina (all'uracile e alla timina) costituisce la base del sequenziamento del bisolfito.